# 真珠美人魚角色列表
以下是出现在《真珠美人魚》系列動畫与漫畫中的角色介绍。關於新作漫畫中的角色，請參見《真珠美人魚 aqua》。

## 美人魚公主
七海露亞（Nanami Lucia）
配音：中田明日見（日本）；楊凱凱、梁世韻（配唱）（台灣）；何璐怡（香港）
代表色：  粉红色。
7月3日星期一出生。
北太平洋美人魚公主，所屬真珠為粉紅色，本作第一位登場的美人魚公主。
6歲時在海難中用自己真珠救下海斗。美人魚在年滿13歲時需舉行成年儀式，但是因為真珠不在身邊而無法辦成，一直到在陸地找回後的14歲生日時才能正式舉行儀式。
漫畫中在與米凱爾戰鬥結束後，由於曾長期把兩顆珍珠帶在貝殼項鍊中，導致身體迅速衰弱，最後被阿克安·雷芝娜所救並且繼承海之女神地位。
後續在《aqua》中與男友堂本海斗結婚，並育有一女露琪亞，北太平洋人魚公主的身份也由女兒露琪亞接任。
她的人魚形態擁有一頭金髮和碧藍色眼珠，以粉紅色貝殼髮飾紮成雙馬尾，耳墜也是粉紅色貝殼；人類形態則擁有深金色的中長髮和茶色眼珠，並用紅色髮帶紮成半雙馬尾。在人魚公主中她是唯一一位頭髮眼珠與珍珠顏色不一樣，甚至北太平洋人魚國民們的頭髮眼珠顏色也是各色各樣的。
寶生波音（Hosho Hanon）
配音：寺門仁美（日本）；錢欣郁、張露玓（台灣）；梁少霞、林元春（代配）（香港）
代表色：  水藍色。
5月24日星期三出生。
南大西洋美人魚公主，所屬真珠為水色。其國家遭到凱特侵略與毀滅後流亡至陸地，是本作第二位登場的美人魚公主。
一看見露亞項鍊便察覺到露亞美的人魚公主身分，便跟著露亞。和露亞同班，後來搬去真珠皮亞利和露亞一起住。
原本很不贊成美人魚和人類談戀愛，但遇見海月太郎後對他一見鍾情。失戀後被白井渚告白，起初對他沒有感覺，認為他像一個未成熟的小弟弟，但最後被其誠心所打動而喜歡上他。
她的人魚形態擁有一頭水藍色的大波浪長髮和同樣水藍色的眼珠，劉海別上一大一小兩個橘黃色海星髮卡，耳墜也是橘黃色的海星；人類形態頭髮則大幅變短至僅及肩，顏色明顯變深，劉海也變為兩個交叉的髮卡，眼珠變為茶色，日常佩戴耳釘。
洞院莉娜（Toin Rina）
配音：淺野麻由美（日本）；馬君珮、張露玓（配唱）（台灣）；曾佩儀（香港）
代表色：  碧綠色。
9月2日星期六出生。
北大西洋美人魚公主，所屬真珠為碧綠色。其國家遭到凱特的侵略與毀滅後流亡至陸地，是本作第三位登場的美人魚公主，也是諾葳爾的好友。
起初因海斗的長相誤認他是凱特，所以對海斗含有很深的敵意，在海斗試圖從水妖的手中拯救她們的舉動後，意識到海斗根本不是凱特。
過去在自己的國家遭到侵略後和諾葳爾一起逃到陸地時，在諾葳爾被捉住時打算去救她，卻被諾葳爾要求自己先逃走，因此在想起諾葳爾的事時就會極度自責，不願說出當時情況的行為，同時也讓諾葳爾的雙胞胎妹妹香蓮對自己的誤會更深。和香蓮解開誤會後，便與她成為同伴，最後成功救回諾葳爾。
曾發現自己喜歡上海斗，但為了露亞而放下這份感情（動畫原創劇情）。在第二季時與濱崎雅宏成為戀人。
她的人魚形態擁有一頭深綠色的順直長髮和綠色的眼珠，耳墜是銀色卷貝；人類形態頭髮則變短至及腰，顏色進一步變深至黛綠色，眼珠變為銀灰色。
香蓮（Caren）
配音：小暮英麻（日本）；李明幸、梁世韻（配唱：極光的風、希望的鐘聲）、吳芃影（配唱：Legend of Mermaid、部分合唱：Ep.50）（台灣）；林元春（香港）
代表色：  紫色。
2月14日星期五出生。
南極海美人魚公主，所屬真珠為紫色。
諾葳爾的雙胞胎妹妹，兩人剛好在跨越13日與14日的午夜先後誕生在北極海和南極海。之前從未見過面，但彼此都很清楚在地球的另一端有著自己的姊妹。
曾獲得人類舉辦的美人魚選美比賽第一名。
起初誤會莉娜丟下諾葳爾逃走到陸地才會導致姊姊被凱特給捉走，又觀察到露亞和波音等與人類的親密接觸，因此不願與露亞一行人合作，但被秀秀和咪咪給捉走時用真珠的力量幫露亞一行人逃走（原本會保存這麼多的力量是要救出諾葳爾所用的），同時也了解到諾葳爾當時的心情。後來被露亞一行人給救回來，並對莉娜為自己誤會之事道歉，最後和露亞一行人合作成功救回姊姊與她相認。
動畫第二季中恢復以往活潑的個性，在英國調查團前來南極的異狀時喜歡上其中的成員——司柏魯，但因自己是美人魚公主且不想將他捲進與敵人的戰鬥於是放棄這段感情。
她的人魚形態擁有一頭淺紫色，髮尾打捲的長髮和同樣紫色的眼珠，左眼旁有淚痣，五官樣貌與諾葳爾相似；人類形態頭髮則稍微變短至及臀，顏色明顯變深，眼珠變為深棕色。
諾葳爾（Noel）
配音：永田亮子（日本）；李明幸、吳芃影（配唱）（台灣）；謝潔貞（香港）
代表色：  靛藍色。
2月13日星期四出生。
北極海美人魚公主，所屬真珠為深藍色。香蓮的雙胞胎姐姐，亦是莉娜好友。
個性溫和冷靜，但平時也有些天然呆，可一旦發怒樣子也很嚇人。
當自己的國家遭到凱特的侵略與毀滅後帶著莉娜試圖逃到陸地，卻被凱特的手下悠莉給捉住，在被捉走前要求打算要救自己的莉娜逃走卻導致香蓮對她產生誤會。漫畫中曾被救出卻為了保護妹妹香蓮再次犧牲自己，並在最後才被露亞一行人給救回來。
在動畫中直到第一季最後才被露亞一行人給救回來。
在動畫第二季中，有時會戴上眼鏡，喜歡閱讀。
她的人魚形態擁有一頭銀藍色略為捲曲的長髮，偏分劉海和同樣銀藍色的眼珠，右眼旁有淚痣，五官樣貌與香蓮相似；人類形態頭髮則稍微變短至及臀，顏色變為深藍色，眼珠變為藍灰色。
可可（Coco）
配音：新井里美（日本）；錢欣郁、吳芃影（配唱：鼓動）（台灣）；林雅婷、陳凱婷（代配）（香港）
代表色：  黃色。
8月7日星期二出生。
南太平洋美人魚公主。所屬真珠為黃色。是沙羅最要好的朋友。
沙羅接近凱特時因拒絕協助他們而率先被囚禁起來。認為是因為自己無法安撫好沙羅才會促使自己與沙羅的國家被摧毀，甚至在被救出時仍向眾人深表自責。漫畫中曾被救出卻自願繼續留下來陪伴沙羅，並直至最後和諾葳爾被露亞一行人給救回來。
在動畫第二季個性變得活潑開朗，而且對長相帥氣的男性很感興趣。經常與香蓮和諾葳爾一起行動。
她的人魚形態擁有一頭金黃色的順直長髮，齊劉海，髮尾也剪至平齊，和同樣金黃色的眼珠；人類形態頭髮則明顯變短至過肩，顏色略為變深。
沙羅（Sara）
配音：植田佳奈（日本）；汪世瑋、張露玓（配唱：鼓動）（台灣）；朱妙蘭→黃玉娟（香港）
代表色：  橙色。
11月22日星期日出生。
印度洋前任美人魚公主，所屬真珠為橙色。可可最要好的朋友。
起初為反派人物，更是最年長的美人魚公主，擁有強大的真珠力量。
八年前遇見在印度旅行的海月太郎並相戀，但海月因為她美人魚公主的身份，選擇暗自離開，未履行終生相伴的承諾，在誤會海月背叛自己後內心產生巨大悲傷，引起狂風暴雨毀滅自己和可可的國家，更間接造成了海斗和露亞初次相遇時的海難。
為了報復海月，趁著守護獸席伯卡帕斯卸下防備時奪走鑰匙解開凱特城封印，自此陪伴著凱特並唆使他向人類展開復仇，成為本作海洋危機的開端。
她的人魚形態擁有一頭橙色的偏分長直髮和同樣橙色的眼珠。
由於放棄公主身份，心中怨恨力量將頭髮染成黑色，同時身上其他部分變為灰色，只有眼睛和真珠耳環仍留有橙色。直到最後見到波音寧可犧牲性命也要守護海月的舉動，觸景想起過去恢復良知和理性，同時從海月親自講出原由解開誤會，才放下怨恨變回原貌，之後站在同族陣營聯手對抗凱特。最後與其他人逃離凱特城後，將自己真珠交給露亞保管，並回頭陪著凱特沉入海底。
第二季以靈體方式存在幫助眾人，尤其將星羅託孤於露亞並從旁引導守護。
星羅（Seira）
配音：喜多村英梨（日本）；錢欣郁、梁世韻（配唱：獨唱部分）、吳芃影（配唱：合唱部分）（台灣）；鄭麗麗（香港）
代表色：  橘色。
12月26日出生
第二季登場。在沙羅和凱特一同沉入海底之後，於印度洋王國誕生的美人魚公主，亦是沙羅繼承者。誕生後隨即遭到米凱爾吸收，使得自己的心分布在米凱爾的羽毛上(也就是心之碎片)。因心被奪走而無法理解愛人的心情，於是透過露亞學習這份感情。歌曲的力量會隨著心靈一起成長。被吸收後，因為經常觸碰到米凱爾的內心世界，因此非常瞭解他的想法，漸漸喜歡上他，常以歌聲陪伴他渡過寂寞的時刻。最後在米凱爾掉下所有帶有心之碎片的羽毛後才得以真正誕生，告訴露亞一行人也要拯救米凱爾悲傷與痛苦的心。
她的人魚形態擁有一頭橙色中分公主切的長直髮和同樣橙色的眼珠，但顏色比沙羅略淺；人類形態頭髮則變短至及腰，顏色略為變深。

## 美人魚公主的戀人
堂本海斗（Domoto Kaito）
配音：岸尾大輔、石塚沙賴（幼年）（日本）；汪世瑋、李明幸（幼年）（台灣）；梁偉德（香港）
本作關鍵角色之一，擅長衝浪，技術在日本是最高水準。
七歲時跟養父母搭乘遊輪時遇上暴風雨，翻船後落水的海斗被美人魚型態的露亞所救。自此把露亞當時留下的真珠存放在刻有帕噠拉薩族標誌的墜飾中並時時刻刻帶在身邊，直到跟露亞重逢後將她的真珠歸還。
真實身份是帕噠拉薩族的王子，亦是凱特雙胞胎弟弟。在過去的人魚和帕噠拉薩族戰爭中，當海之女神「阿克安·雷芝娜」封印帕噠拉薩族後，因擔心沒有多餘力量能解除在自己與哥哥凱特被賦予毀滅陸地世界和海洋世界的力量，於是決定將力量分散讓哥哥凱特封印在深海，而自己是流落到沙灘上被堂本夫妻給撿到並收養。
一旦心中產生「守護」的意念，額頭便會浮現帕噠拉薩族的標誌並發出強烈的光芒保護美人魚公主。在此之後通常會昏厥過去。
第一季最終確知露亞真實身份，在第二季為了參加衝浪大賽前往夏威夷卻遭到米凱爾的攻擊，為了不讓關於美人魚公主的記憶被讀取於是自行封印這些記憶。後來為了救露亞她們，讓自己的帕噠拉薩族的力量覺醒也解封所有記憶。漫畫中將誤認為米兒是在自己七歲時海難事故的救命恩人，後來因露亞的吻恢復記憶。
在第二季深受米兒過度的依賴與喜愛，可是顧慮到與米凱爾共存的米兒而無法跟米凱爾作戰因此無法陪伴露亞，但最後依然出現保護著露亞和她在一起。
在《唱K小魚仙》的後續《唱K小魚仙aqua》中他和露芝亞結婚，並育有一女露琪亞。
姓氏來自作者喜歡的近畿小子（KinKi Kids）。
海月太郎（Mitsuki Taro）
配音：桐井大介（日本）；賀宇傑（台灣）；黃啟昌（香港）
露亞她們中學的音樂老師。擅長彈鋼琴，二度舉辦個人演奏會。
八年前就讀音樂系時，因為聽到海斗養父彈奏的鋼琴曲後就失去自信，在海斗養父建議下決定找屬於自己心中的音樂後前往自己所嚮往的印度去旅行，因此遇見印度洋美人魚公主沙羅後跟她相戀，但是顧慮到沙羅作為公主的身分而退出放棄這段感情（漫畫是受到印度洋族人阻撓；動畫是得知其身分後自行離開），未料此舉反而傷透沙羅的心也造成她心中怨恨成為海洋紛亂的開端，在那之後始終無法忘記沙羅，於是為她寫出一首鋼琴曲來表達自己的心意。
故事前期曾經是波音的單戀對象，第二季去德國留學前親手創作出一首樂曲〈水色的旋律〉送給波音，變成波音在第二季的個人曲，他為波音譜寫的樂譜也促成波音與白井渚相遇的契機。
濱崎雅宏（Hamasaki Masahiro）
配音：古島清孝（日本）；賀宇傑（台灣）；馮錦堂（香港）
是一名高中生。個性溫和、冷靜而成熟並對莉娜感興趣。
漫畫中於祖先為祭祀一位拯救自己的美人魚而興建「泡海神社」，與莉娜相處後開始覺得自己是祖先與那位美人魚的後代，最後與莉娜在一起。
動畫中於第二季登場，是一個大財團的少爺，但並沒有告訴莉娜，直到莉娜透過波音給的雜誌才得知。對未來的決定十分煩惱，會透過打拳擊和騎重型機車來釋放壓力。
白井渚（Shirai Nagisa）
配音：日下千尋（日本）；馬君珮（台灣）；袁淑珍（香港）
第二季登場角色，年齡比波音小兩歲，很頑皮。在機場撿到海月送給波音的樂譜，波音發現後要求拿回，小渚卻說要波音答應和他交往才肯還給她。一開始波音對他舉措極為反感，但後來長久相處下終於接受其付出而交往。曾以為海斗就是送樂譜給波音的人也誤會過雅宏搭訕波音。

## 反派

### 無印
卡克特／凱特（Gackto／Gaito）
配音：岸尾大輔（日本）；林谷珍（台灣）；梁偉德（香港）
帕噠拉薩的國王，亦是堂本海斗雙胞胎哥哥。
作為帕噠拉薩之王被阿克安雷之娜女神長期封印，沙羅解開他的封印後遊說他向人類、美人魚族、海洋女神阿克安雷之娜展開復仇。因此為取悅她而決定捕捉所有美人魚公主來奪取她們真珠得到力量，更試圖讓弟弟海斗與自己合而一體從而控制海洋世界及陸地。
最終七位美人魚公主成功復活阿克安雷之娜女神擊敗凱特，他從此失去力量沉入深海。
在後期靈魂會在露亞和海斗陷入困境時出現在他們夢中。曾附身在理人及海斗的身上來幫助他們得到一些啟示。
沙羅（Sara）
參照美人魚公主。

#### 黑暗戀人
黑暗戀人（Dark Lovers）
凱特分別用四種不同的深海魚創造的水妖。互相扶持的四人時常表現出滑稽搞笑的一面。她們最後爲了令凱特甦醒耗盡法力變回原型，更追隨凱特沉入深海，成員如下：
伊姿爾（Izuru／Yzeure）
配音：石塚沙賴（日本）；錢欣郁（台灣）；黃麗芳（香港）
是黑暗戀人中年紀最長的，也是黑暗戀人之首。絕招是放出水龍及海浪攻擊敵人。原型是鯊魚。
在水中的形態與美人魚相似，但尾部是由鱗片覆蓋，沒有魚尾巴。
愛莉爾（Eriru／Erill）
配音：松岡由貴（日本）；李明幸（台灣）；黃玉娟（香港）
原型是鰩。有黑色的翅膀和棕色的耳朵，戴黃色頭巾，蓋住耳朵可以抵擋美人魚公主的歌聲，被美人魚公主拿掉頭巾就會不知所措。性格可以改變，身體轉過一圈即變換一次。但是經常被成員說是無腦子的生物，做事完全沒有計劃，運氣卻是一等一的好。絕招是製作器材及龍捲風攻擊敵人。
悠莉（Yuri／Urey）
配音：本多知惠子（日本）；汪世瑋（台灣）；林元春（香港）
是黑暗戀人當中年紀最小的，原型是絲背冠鱗單棘魨。眼睛類似貓眼。身穿深紅色的哥德蘿莉塔和深灰色的蕾絲髮帶。絕技是用鋼琴彈奏不協調曲調來操縱心智或使美人魚陷入痛苦，以及放出高壓水柱，並且會操縱海藻及漩渦。在某日遭到凱特的斥責便傷心的來到陸地，被變成人形的小波發現後來愛上他。
瑪莉亞（Maria）
配音：小林沙苗（日本）；李明幸（台灣）；鄭麗麗（香港）
年紀比伊姿爾小，原型是皇帶魚。喜歡敷面膜，討厭別人以年長女性的稱呼來叫她。耳朵是由冰晶組成，偽裝成人類時會變成人類的耳朵。絕招是使用冰柱及冰雪攻擊敵人。

#### 黑美人姐妹花
黑美人姐妹花（Black Beauty Sisters）
凱特用一對鮟鱇魚創造的新兩姊妹水妖，麥克風接在臀部。頭上有短的角，耳朵是魚鰭。在動畫第一季27話首次出現，力量比黑暗戀人強，只要唱歌就可以讓美人魚公主陷入痛苦，而且要兩人唱歌時才能發揮效力。
美人魚公主第一次變身的歌聲是無法對她們發揮效用，唯獨必須在集齊三位或（以上）的美人魚公主並以透過變身手環經過二次變身後所唱的歌才能對她們發揮效用。
前期為凱特效力幫忙捕捉美人魚公主，卻後來發現凱特對一位神秘女性沙羅產生鍾情後認為以他的情況無法能夠掌管海洋世界及陸地，因此偷取凱特所蒐集捕捉到的美人魚公主的真珠，藉此來操縱追蹤自己上前的黑暗戀人用來對付剩餘美人魚公主來掌管海洋世界及陸地，最後在甦醒過來的黑暗戀人的攻勢讓真珠被小波給趁機奪回，最後承受不住真珠的力量被美人魚公主徹底打敗加上受到凱特的懲罰變回鮟鱇魚，但動畫第二季中得到米凱爾的力量重新成為水妖然後為米凱爾效力，但最後卻被米凱爾吸收，化為他的一雙羽翼。
秀秀（Sheshe）
配音：土屋實紀（日本）；汪世瑋、梁世韻（配唱）（台灣）；曾秀清（香港）
年紀較大，代表色為紅色，口頭禪是：「唉呀」。
咪咪（Mimi）
配音：下屋則子（日本）；楊凱凱、梁世韻（配唱）（台灣）；林雅婷、林元春（代配）（香港）
年紀較小，代表色為藍色，口頭禪是「就是說啊」（反之若是咪咪先說話，會變成秀秀回答「就是說啊」）。
動畫原創劇情中，因為秀秀和而大吵一架負氣出走卻在陰錯陽差與人類模樣的露亞、波音、莉娜三人結為好友。在戰鬥中發現先前結交的朋友竟是美人魚公主因此決定不再攻擊美人魚。

#### 太刀魚兄弟（）
動畫原創角色，黑美人姐妹花的手下，被派去以戀愛誘惑美人魚公主，總共有十位。
太刀太郎（Tachi Tarou）
配音：中野大樹（日本）；賀宇傑（台灣）
太刀魚兄弟的長男。
太刀二郎（Tachi Jirou）
配音：木下尚紀（日本）；林谷珍（台灣）
太刀魚兄弟的次男。
太刀三郎（Tachi Saburou）
配音：鈴木達央（日本）；賀宇傑（台灣）
太刀魚兄弟的三男。
太刀四郎（Tachi Shirou）
配音：岸尾大輔（日本）；馬君珮（台灣）
太刀魚兄弟的四男。

### Pure
米凱爾（Michel／Miquel）
配音：皆川純子（日本）；李明幸、梁世韻（配唱）（台灣）；李致林（香港）
古代人類之王的複製品，為了復興古代人類而現身。
有著兩對純白羽翼，吸收黑美人姊妹花後為三對羽翼。羽翼上在吸收星羅後有著橘色心之碎片。能把星羅部份的力量化為光球分給手下來使用，因此露亞能透過米凱爾的羽毛來收集心之碎片。時常拿著金色長笛，在漫畫中長笛可以變幻成弓箭跟鞭子。
原型是一塊化石，當年米兒的父親為了拯救米兒，在小布的促使之下將古代人類之王化石中的遺傳因子植入米兒的身上，並付出自己的性命讓古代人類之王復活，然而所創造出的米凱爾只是複製品，由於是不完全的存在之由內心不時感到孤單。為了讓自己更強大所以試圖吸收所有美人魚公主，起初在星羅誕生時吸收她卻因身體無法負荷過大能量，加上因理人的介入無法去吸收其他美人魚公主。後來為了成為完全體跟米兒合為一體並且吸收自己的手下們。隨著化石的粉碎決定放下一切但被小布所介入，最終在心被拯救後回歸古代人類的世界。
小布（Fuku-chan）
配音：小林沙苗（日本）；錢欣郁（台灣）；張頌欣（香港）
米兒所飼養的白色文鳥。是體弱多病的米兒首次所交到的朋友，因為米兒非常渴望擁有朋友來陪伴自己，於是將自己的願望寄託在為牠取的名字中（日文的「幸福（こうふく）」後兩個音同其名）。原型為人頭鳥身，有著粉紅色的短髮，頭頂懸著天使光環。白色的文鳥是偽裝的樣貌。
實際上是古代人類的使者，守約陪伴米凱爾的身體並復興古代人類。發現米凱爾試圖收手後決定介入讓他繼續對付美人魚公主們，但最終在米凱爾的心被拯救後回歸古代人類的世界。
謎之聲（理人和米兒的父親）
配音：飯島肇（日本）；林谷珍（台灣）
外表為火焰。是御使們首領一般的存在，真實身分是理人和米兒的父親。
曾為科學家，進行古代人類的研究。在南極冰底發現米凱爾的化石，並與小布締結契約，獻出自身的肉體來復活米凱爾。在最後，他為自己所做的事向理人道歉，並犧牲自己破壞米凱爾的化石。

#### 御使
御使（Mitsukai）
由米凱爾及理人和米兒的父親所創造的手下。最後均由米凱爾給吸收。
蝙蝠小姐（Lady-Bat）
配音：小林沙苗（日本）；馬君珮、梁世韻（配唱：主唱其中一軌加合音）、艾青（配唱：主唱其中一軌）（台灣）；黃玉娟（香港）
有一對蝙蝠的翅膀，穿著開胸襯衫與緊身裙。動畫中偽裝成人類時會穿著中性服裝。
唱歌時會戴上耳麥。她的歌能使美人魚公或是別人主意識恍惚就可以用尖牙咬美人魚公主或是別人的身上吸血使他們順從自己。失敗後會化為蝙蝠群消失。
蘭花（ランファ，Lanhua）
配音：小島恩惠（日本）；汪世瑋、梁世韻（配唱）（台灣）；黃麗芳（香港）
有一對藍紫色蝴蝶的翅膀，身穿旗袍、手執摺扇。歌曲也是中國式古典音樂風格。唱歌時身體會分成十二個小蘭花，像女子十二樂坊一樣彈奏中式樂器伴奏。唱的歌能使美人魚公主或是別人不斷跳舞至全身無力。失敗後會化為蝴蝶群消失。
阿拉拉（Arara）
配音：倉田雅世（日本）；楊茲珺、梁世韻（配唱）（台灣）；程文意（香港）
有一對妖精的翅膀，唱歌時會利用魔法棒發出星星，使美人魚公主或是別人感到很頭痛，若被星星撞上會陷入美夢之中。漫畫中失敗後變回裸身消失，動畫則是變小並且抱著葉子飛走。
動畫中在人間界成為偶像，使人類男性在聽見自己的歌後強烈的為自己著迷藉此引來美人魚公主的注目。在此狀態下隱藏翅膀同時眼睛由粉色轉變為棕色。
名字是受松浦亞彌的暱稱「Ayaya」的啟發而產生的。其口頭禪為「唉呀呀」。

#### 黑美人姐妹花的手下們
動畫原創角色。被美人魚公主的歌聲打敗時，會變回原形或消失。
獅子魚
作為誘餌，以假的海斗項鍊引誘露亞到深海洞穴。
葛里歐斯
配音：武內健（日本）；林谷珍（台灣）
鮣魚的水妖。擅長搜索，能讀取他人的記憶。
小雜魚
名字指稱縮緬雜魚。能集結成群變成一條大魚，偽裝成北大西洋小鯨魚明克引誘莉娜。
青眼魚
配音：飯島肇（日本）；賀宇傑（台灣）
深海魚的水妖。能變成一個老伯，透過演奏手風琴使人感到消沉。
龍宮貝
自願成為咪咪的手下。能用無數的觸手進行捕捉。
海蛇
能用尾部進行捕捉並用力綑綁。
巨大電氣水母
能使用電擊，並且能將美人魚公主的歌聲轉換為自己的能量。
小海豬
配音：未知（日本）；林谷珍（台灣）
海參的水妖。咪咪的手下。能變成怪人的外型。
巴布魯
配音：未知（日本）；賀宇傑（台灣）
螃蟹的水妖。秀秀的手下。能從口中吐出大量泡沫並包裹住物體。
挪威海妖
巨大的烏賊水妖。出現在黑美人姐妹花的夢中。
拿破崙魚
配音：櫻井敏治（日本）；賀宇傑（台灣）
以龍王鯛改造而成的水妖。擅長策劃作戰，指揮米凱爾的御使們捕捉小波以引誘美人魚公主。最喜歡的一句話是「在我的字典裡沒有不可能這個字。」

## 其他角色
小波（Hippo）
配音：伊東美彌子（日本）；李明幸（台灣）；黎桂芳、招世亮（龍馬狀態）（香港）
陪伴在露亞身邊，協助露亞尋找真珠並照顧她的一隻企鵝。
原本是一隻負責守護封印鑰匙的龍馬（海之神獸——波卡波斯／席伯卡帕斯，Hippocampus為拉丁語「海馬」之意），但因為看守時因為怠惰職守而讓沙羅偷走封印鑰匙，於是他被變成一隻企鵝做為處罰負責去監視並且守護著美人魚公主。由於留在人間的時間太長會化為人形，外型有時會變成美少年。在遇到水妖悠莉後對她產生鍾情。
七海妮可（Nanami Nikora／Nicola）
配音：齋藤惠理（日本）；馬君珮（台灣）；程文意、陸惠玲（代配）（香港）
北太平洋美人魚，露亞的姊姊（動畫則明確指出為充當的姊姊），負責照顧露亞，與露亞不同，妮可不是美人魚公主。在人類世界經營澡堂「真珠湯」（動畫為旅館「真珠皮亞利」）。
塔奇／瀧夫人（Taki）
配音：山門久美（日本）；李明幸（台灣）；謝潔貞（香港）
在原作中為北太平洋的占卜師。在動畫中擔任真珠皮亞利的所有人兼專屬占卜師，能透過水晶球來占卜(但結果不太準)。原型是珍珠貝。
天城米兒（Amagi Michal）
配音：新谷良子（日本）；李明幸、楊凱凱（幼年）、梁世韻（配唱）（台灣）；陳凱婷（香港）
第二季出場的角色，理人的妹妹，同時也是帕噠拉薩族的後裔，父親為人類，而母親則是帕噠拉薩族。
自懂事時母親去世，由父親來照顧理人和自己。因為無法負荷帕噠拉薩族的力量促使身體特別羸弱。父親生前為了讓她康復受到古代人類使者小布的蠱惑讓米凱爾的靈魂寄托在自己的身上，但情況並沒有得到好轉，此後依然只能待在家中休養，因此非常渴望擁有朋友來陪伴自己。
在夏威夷的海灘上救起失去記憶的海斗並逐漸對他產生依賴的鍾情，後來轉學到露亞的學校。當海斗恢復記憶後只好放棄對他的感情而自願跟米凱爾合為一體。最後在米凱爾跟著古代人類離去後，受到海之女神阿克安·雷芝娜的力量扶持獲得重生的機會與哥哥理人一起開始新生活。
天城理人（Amagi Rihito）
配音：水島大宙（日本）；林谷珍（台灣）；陳廷軒（香港）
第二季出場的角色，是著名的音樂指揮家，米兒的哥哥，亦是帕噠拉薩族的後裔。
露亞在機場送海斗時與他初次相遇，外貌被露亞認為像海斗。
為了體弱多病的妹妹而費盡苦心，因此和父親的感情不太好，在得知父親生前受到古代人類使者的提案而對妹妹所做的行徑後感到憤怒不已，最後在看見父親為米兒付出性命的行為後選擇原諒他。
阿克安·雷芝娜（Aqua Regina）
配音：山門久美（日本）；李明幸（台灣）；陸惠玲、許盈（代配）（香港）
海洋之女神，經常在露亞一行人有難時會出現協助並給予她們新的歌曲。
過去為了保護海洋世界和陸地世界的和平將帕噠拉薩族給封印起來，但由於耗盡力量無法替身為帕噠拉薩族的後裔的海斗與他的哥哥凱特解除擁有毀滅海洋與陸地的強大力量，因此在真身沉睡時將海斗與凱特分別在海洋與陸地上生活，更需要七位美人魚公主一同唱歌才得以甦醒。
在漫畫結局中，把守護海洋的重任交给露亞讓她成為新的女神。
名稱拉丁語原意為「水之女王」。
芽流（Meru）
配音：小暮英麻（日本）；馬君珮（台灣）；陸惠玲（香港）
南大西洋美人魚。曾對海斗產生戀愛之情。
為了尋找失散的母親與南大西洋國的同伴來到陸地，並將母親託付給的有明之月音樂盒交給波音。曾被悠莉給誘騙而對波音產生誤會。在悠莉的謊言給揭露後被露亞一行人的歌聲所感動，最後找到母親與同伴的行蹤(在北太平洋避難)回到大海。
小桃子（Momo-chan）
配音：若林直美（日本）；馬君珮（台灣）
粉紅色的小海豚。是露亞等人和其他美人魚之間的聯絡者。
起初因為與母親失散，被保護在水族館。

## 動畫原創角色
大地（Daichi）
配音：泰勇氣（日本）；林谷珍（台灣）
露亞的同班同學，海斗的朋友兼衝浪夥伴。頭髮長度很短，是棕色的。
健吾（Gengo）
配音：三浦祥朗（日本）；賀宇傑（台灣）
露亞的同班同學，海斗的朋友兼衝浪夥伴，常和大地一起行動。有著深棕色的短髮。
直幸（Naoyuki）
配音：未知（日本）；李明幸（台灣）
露亞的同班同學，海斗的朋友兼衝浪夥伴，常和大地、健吾一起出現。有著棕色的短髮，個子比大地、健吾小。
佳乃（Yoshino）
配音：木村圓（日本）；李明幸（台灣）
露亞的同班同學，常和理香及另一名女同學形成三人組一起行動。綁著雙馬尾。
理香（Rika）
配音：未知（日本）；馬君珮（台灣）
露亞的同班同學，常和佳乃及另一名女同學形成三人組一起行動。有著黑色的長髮。
真木（Maki）
配音：奧田啟人（日本）；林谷珍（台灣）；李錦綸（香港）
露亞等人經常去幫忙的海邊之家的老闆。結婚後妻子沙織去世。
雖然與妮可相愛並向她求婚，但對方以還需要時間爲由拒絕。
珍妮佛‧休斯頓（Jeniffer Houston）
配音：後藤邑子（日本）；汪世瑋（台灣）；周文瑛（香港）
露亞很喜歡的一位歌手。曾誤會她的情人理查出軌，因此來到真珠皮亞利。擁有一顆碧色的真珠，但與美人魚公主所擁有的不同。
理察（Richard）
配音：室園丈裕（日本）；林谷珍（台灣）；雷霆（香港）
珍妮佛‧休斯頓的情人。
彩香（Ayaka）
配音：本田貴子（日本）；錢欣郁（台灣）
海斗在打工的衝浪店店長的熟人。
剛開始對海斗產生鍾情並把露亞看成是自己的情敵，纏著海斗企圖把露亞和海斗分開。最後得知海斗有喜歡的人於是對他摑掌後離去。
崎谷浩介（Sakiya Kousuke）
配音：福山潤（日本）；賀宇傑（台灣）；蘇強文（香港）
西日本衝浪大會的冠軍選手，在東日本大會以及全國大會兩度與海斗競爭。在旁人眼中看起來很輕浮，擁有許多女性仰慕者。曾因喜歡露亞而向她告白。
代替了漫畫角色——去年全國大賽冠軍「強尼河本」的出場。
石橋裕也（Ishibashi Yuuya）
配音：私市淳（日本）；林谷珍（台灣）；蘇強文（香港）
化妝師，莉娜作為模特兒和他一起參加化妝比賽。因爲分手的女友和莉娜相似所以對她產生感情。後來向莉娜表白被她拒絕。
阿良（Ryou）
配音：松田佑貴（日本）；林谷珍（台灣）
遇見和夥伴們走散的露亞，便帶著她邊尋找夥伴邊四處玩樂一整天，後來打算偷吻露亞時被海斗出面阻止，讓他認定海斗與露亞是情侶而失戀。
瑪蜜／真美（Mami）
配音：伊東美彌子（日本）；錢欣郁（台灣）；林雅婷（香港）
因為喜歡小波而到真珠皮亞利送禮物給他。
住在真珠皮亞利隔壁的小女孩，動畫最後一集與重生的米兒成為朋友。
小誠（Makoto）
配音：日下千尋（日本）；錢欣郁（台灣）；陸惠玲（香港）
海斗表弟，放暑假時在海斗家借住。
擅長繪畫，聽海斗說他小時候的經驗而對美人魚感興趣，後來意外發現露亞的真實身份並對她一見鍾情。最後親自向露亞確認她對海斗的感情後，將第一次看見美人魚露亞時所畫的圖送給她，作為兩人之間的祕密。
奧莉‧瑪利斯（Auri Smaris）
配音：神戶美有紀（日本）；錢欣郁（台灣）；周文瑛（香港）
瀧夫人的遠親，鮑魚的妖精。頭髮綁著棕色的馬尾。
為了要成為占卜師，從而受到男性歡迎，特地來到真珠皮亞利向瀧夫人拜師。每次做事橫衝直撞，曾把北太平洋宮殿搞得天翻地覆，因此被小波形容成「完全沒有辦法預測的暴走火戰車」。在瀧夫人給她的修行過程中結識悠莉和愛莉爾。最後依雜誌內容認定占卜師已不受歡迎，突然離開真珠皮亞利踏上旅程。
星（Hoshi）
配音：淺野麻由美（日本）；楊茲珺（台灣）
露亞他們就讀的學校的老師。
碰巧撿到學生們謠傳能帶來愛的奇蹟的美人魚珠鍊，引發騷動後把它戴到一隻流浪貓身上。與紺野老師以結婚為前提交往當中。
紺野（Konno）
配音：泰勇氣（日本）；賀宇傑（台灣）
露亞他們就讀的學校的老師。星老師的交往對象兼未婚夫。
雪繪（Yukie）
配音：西原久美子（日本）；李明幸（台灣）
海斗的阿姨。據她所言，海斗在懂事時常常跟在她後面，但海斗對此沒有印象。
因為是位美人，加上對海斗十分熟悉，讓不知情的露亞感到吃醋。為了觀察露亞是什麼樣的人於是藉海斗來捉弄露亞，並在事後向露亞解釋自己來見海斗的目的是要把海斗父母的信交給他，這一行動成爲了海斗了解他家世的契機（原作中海月拜託海斗讓他看他父親的樂譜，在前往堂本家時，露亞等三人也乘機跟上，後來海斗在被找出的兒時相片之中發現那封信）。
渡邊（Watanabe）
配音：泰勇氣（日本）；林谷珍（台灣）
波力音樂公司的一名工作人員。
在露亞、波音和莉娜的新年初夢中來到真珠皮亞利請她們成為偶像的工作人員。在現實中是為了張貼偶像海報來到真珠皮亞利卻被露亞她們給逐出去。
柏木（Kashiwagi）
配音：加瀨康之（日本）；賀宇傑（台灣）
來到真珠皮亞利住宿的職業攝影師，當時正和露亞一樣飽受挫折。因為被懷疑拍攝到悠莉和伊姿爾而遭襲擊，事後還發高燒因此受到情人美晴的照顧。
美晴（Miharu）
配音：高橋智秋（日本）；楊茲珺（台灣）；周文瑛（香港）
柏木的情人。因對柏木的真心抱有懷疑與他產生不和，最後確定柏木的真心後釋懷。
司柏魯‧卡爾伯特‧橋本（Subaru Carraford Hashimoto）
配音：松田佑貴（日本）；林谷珍（台灣）；黃啟昌（香港）
英國調查團的一員，被派往南極洲找出導致冰層融化的原因在那裡遇見香蓮。與香蓮是彼此喜歡的關係，但在南極的異常狀況結束後回到英國。
沛沛（Pipi）
配音：（不明）（日本）；汪世瑋（台灣）；鄭麗麗（香港）
雌性企鵝，被香蓮從南極海派去將訊息帶給露亞等人的使者。只會發出企鵝的叫聲來說話。
染五郎（Somegorou）
配音：飯島肇（日本）；林谷珍（台灣）
是海洋中最有名的名醫，大王烏賊的國王。與瀧夫人約定在世界和平之後結婚。由於擁有奪取能活化生命力的粉末導致小布和黑美人姊妹花襲擊自己的國家，到場救援的露亞等人意外被粉末撒中造成身體老化。唯獨在大王烏賊的靈被強烈的光芒照耀時，身體會反射性的噴出墨汁，此墨汁可以讓老化的症狀復原，但是噴出墨汁後就會喪失生命。最後受到露亞等人的治癒之歌的協助下復甦過來。

## 備註
1. ↑  在第一集兒時清唱、在浴室洗澡時走音，第二集在海斗面前走音，第三集哼唱「珍妮佛休斯頓的歌曲」，第三十二集夢中哼唱「戀愛是什麼」，第六十六集逛街時哼唱「戀愛是什麼」，第七十三集泡澡時哼唱「戀愛是什麼」。
2. ↑  配唱Ep.19
3. 此名字僅在漫畫第18話/單行本第4卷103頁出現。
4. ↑  在第三十九集由李明幸演唱「Super Love Songs！」
5. ↑  漫畫台譯為黑色美女姐妹花，動畫台譯為黑美人姐妹花
6. 此名字僅在漫畫第13話/單行本第3卷96頁出現。
7. ↑  在第七十九集，咪咪和秀秀吵架離家出走時，清唱「黑暗的巴洛克」
8. ↑  在第91集演唱「Legend of Mermaid」
9. ↑  動畫第一季中譯為「瑪蜜」，第二季中譯為「真美」